# 通州東門
39°54′32″N 116°40′07″E / 39.909009°N 116.668620°E
通州东门是明清順天府通州城的东门，位于今东关大道靠近新华东街的位置，现已拆除。城门题为通運，意思是通往门外的运河。

## 历史

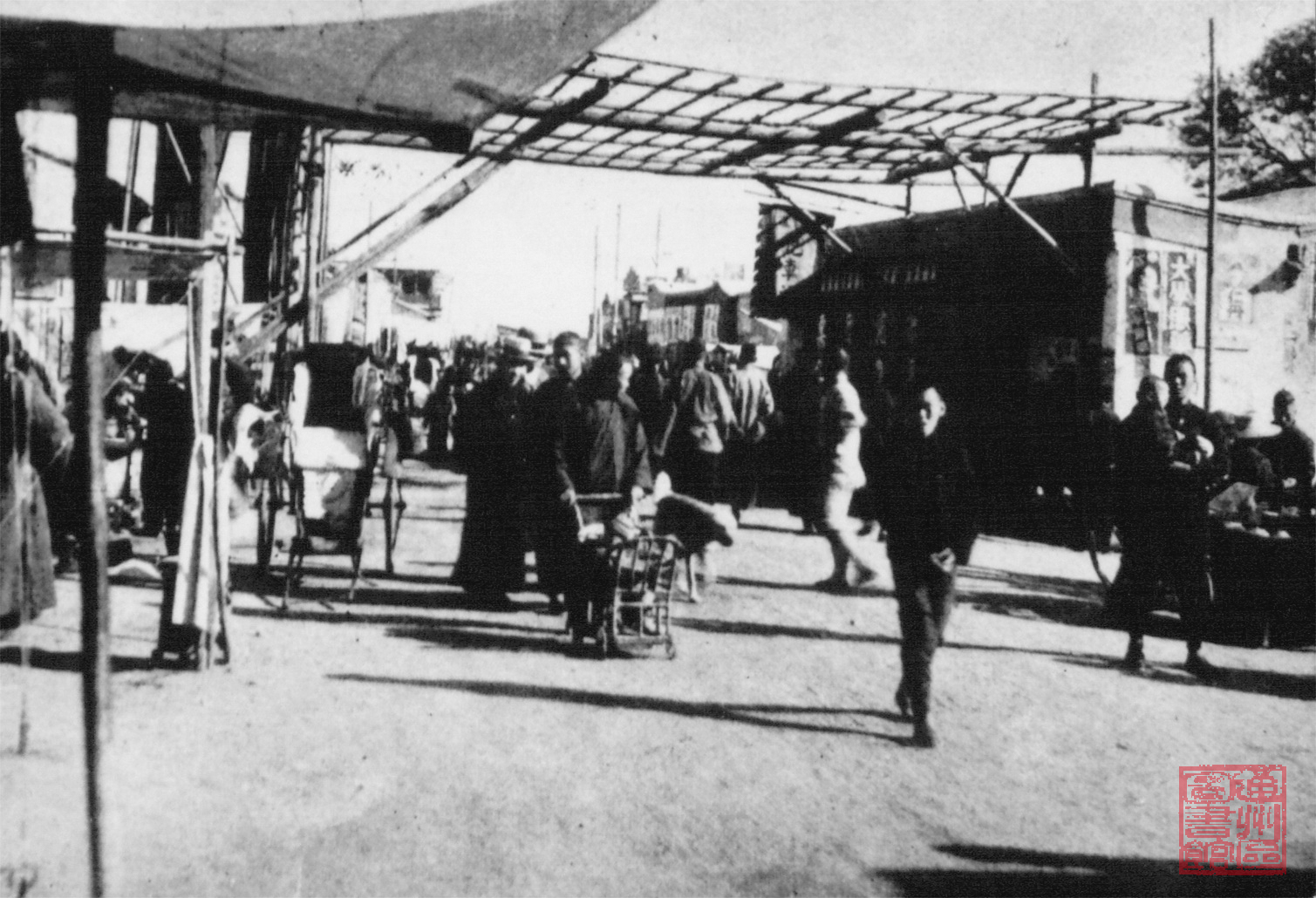
通州東大街

明洪武元年（1368年）閏七月，燕山忠愍侯孫興祖從大將徐達定通州，监督軍士修建城池。是在金元时期的通州城基础上，从南墙外继续接筑扩大修建成的。此前，通惠河实在通州城南，修建后，通惠河穿成而过。城在潞河西，甎甃其外，中實以土，周圍九里十三步，連垛牆高三丈五尺，創始嚴固，屹然為京東巨鎮。門四：東曰「通運」，西曰「朝天」。甕城門原向北，萬曆十九年（1591年）改向南。南曰「迎薰」，北曰「凝翠」。东门内的东大街成为主要交通干道。东门有瓮城，瓮城南北两侧各开南小门和北小门，瓮城内有白衣观音庵。《燕行录》记载，东城门外有大石桥，上建二彩门，一则“利民金堰”，一则“通庾玉津”，桥下为虹门以通船路，盖城中凿河之下流为泓处也。
1952年起，通州城墙拆除，東門一并拆除。
2011年，在修建北京地铁6号线（同时代建S6线换乘站）原新华大街站时，发现了通州东门和瓮城遗址，城内道路、铺地、排水道痕迹清晰可见。专家决定先将遗址切割搬走，对在地铁施工完成后将文物恢复在地铁站的地下一层建立展示，对地铁站设计进行修改，打通上下层使用玻璃窗自然采光，装修也进行调整，展示历史感，同时地铁站也更名为通運門站。

## 周边
- 土坝：嘉靖七年（1528年），吴仲重开通惠河，使漕粮能运至北京城里，在北关建石坝转运京粮，在东关外建土坝转运通粮。土坝位于州东城角防御外河[2]。
- 杨道人桥：在东门外，旧名“通运”，税监张华以石易板[1]。

|  | 通州 新城 北門 南門 新城南門 西門 東門 北極閣 文昌閣 敵樓 舊敵樓 鼓樓 文殊塔 南溪閘 減水閘 通流閘 新城大街 西大街 北大街 东大街 南关大街 南大街 西顺城街 天成巷 帥府街 東關大街 十字街 大、小紅牌樓胡同 新街下坡胡同 新街口 西倉 南倉 中倉 馬家胡同 熊家胡同 四眼井胡同 史家胡同 白將胡同 大条胡同 二条 三条胡同 小燒酒胡同 半截胡同 大燒酒胡同 中倉胡同 倉溝 史家胡同 石板胡同 如意胡同 蔡家胡同 教子胡同 東塔胡同 前剪子巷 后剪子巷 豆腐巷 八里橋 通利橋 哈叭橋 善人橋 臥虎橋 吾党橋 東水關 南水關 東海 西海 葫蘆頭 石壩 土壩 北運河 通州衛 理事廳 倉場署 刑錢府 江蘇局 浙江局 貢院 後營 東營房 西營房胡同 定邊衛 北後街 南街 黃亭 聖教寺 慈航寺 靜安寺 觀昌寺 文廟 武聖廟 大關廟 龍王觀 三官廟 萬壽宫 碧霞宫 射園 北果市 牛市口 魚市 糧食市 江米店 東柵欄口 西柵欄口 玉带河 |
|  | 光緒《通州志》中的“城池圖” |